# 루브 골드버그

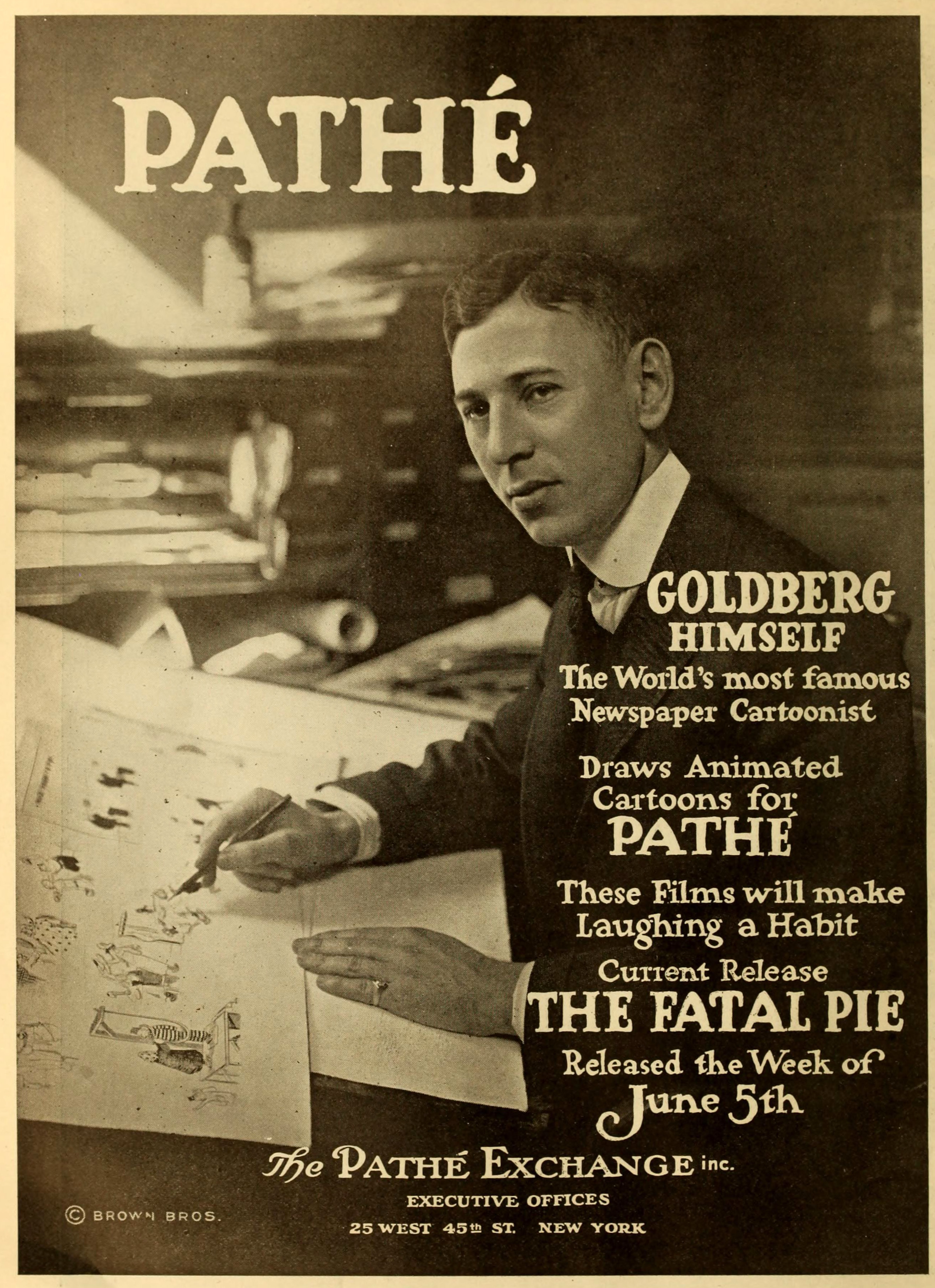
광고 (1916)

루브 골드버그(Rube Goldberg, 1883년 7월 4일 - 1970년 12월 7일)는 미국의 만화가이다

## 수상
- 1948년 웹툰 Peace today로 퓰리처 만화상 수상

## 같이 보기
- 루브 골드버그 장치